# Maurice Barrès
Auguste Maurice Barrès (19. srpen 1862 Charmes (Vosges), Francie – 4. prosinec 1923, Neuilly-sur-Seine, Francie) byl francouzský spisovatel, novinář a politik. Zastával nacionalistické a antisemitské názory. Měl syna Philippa Augusta Barrèse.

## Život
Maurice Barrès se narodil v měšťanské rodině v Charmes v Lotrinsku. V letech 1877–1880 vystudoval lyceum v Nancy a poté odešel studovat práva do Paříže. Zde se seznámil s řadou tehdejších filosofů a spisovatelů (Ernest Renan, Hippolyte Taine, Leconte de Lisle, Anatole France, Victor Hugo). Také se začal angažovat v politice. V roce 1889 (ve svých dvaceti sedmi letech) byl zvolen poslancem za boulangistickou stranu. Po likvidaci tohoto hnutí v roce 1891 změnil politické názory a stal se pravicovým politikem. Pracoval jako novinář v pravicových listech Le Journal, La Cocarde, La Patrie apod. Zastával protiněmecké a protižidovské nacionalistické názory.
V roce 1906 se stal členem Francouzské akademie. Od roku 1914 byl předsedou „Ligy vlastenců“ („Ligue des patriotes“).

## Dílo
Zpočátku byl ovlivněn dekadentní dobovou atmosférou a individualismem, převzatým od Stendhala. V roce 1884 začal v tomto duchu vydávat měsíčník Les Taches d'Encre ("Inkoustové skvrny"), jehož vyšla pouze 4 čísla.
Byl ovlivňován dobovou filosofií, literaturou i politickými událostmi (ztráta Alsaska v roce 1870, Dreyfusova aféra). Vytvářel pak pojetí individualisty, pro kterého mizí hranice mezi dílem a životem, literaturou a politikou, autobiografií a fikcí. Jeho romány jsou spíše autobiografiemi doplněnými různými úvahami, pamflety a kritikou Třetí republiky než skutečnými romány. Po první světové válce se věnoval různým mystickým vlivům, ovlivněn tezemi Augusta Comta zkoumal kult mrtvých, zabýval se pohanskými i křesťanskými mystickými místy francouzské krajiny.
Jeho dílo bylo obdivováno i nenáviděno. Přesto ovlivnil řadu spisovatelů často protichůdných názorů, jako byli například: Louis Aragon, Albert Camus, Jean Cocteau, Michel Déon, Pierre Drieu La Rochelle, André Fraigneau, André Malraux, François Mauriac, Henry de Montherlant a Paul Morand.

## Spisy
- 1888 Le quartier latin
- 1888 M. Taine en voyage
- 1888 Huit jours chez M. Renan
- 1888 Le culte du moi (trilogie Kult jáství)
  - 1888 Sous l’śil des barbares (Před zrakem Barbarů)
  - 1889 Un homme libre (Svobodný člověk)
  - 1891 Le jardin de Bérénice (Bereničina zahrada)
- 1893 Examen de trois idéologies
- 1893 L’ennemi des lois (Nepřítel zákonů) – román
- 1894 Une journée parlementaire
- Le roman de l’énergie nationale. (trilogie Román národní energie)
  - 1897 Les Déracinés (Vykořenění; Na cizí půdě)
  - 1900 L’appel au soldat (Výzva k vojákovi)
  - 1902 Leurs figures (Jejich tváře)
- 1902 Amori et dolori sacrum (Zasvěceno lásce a bolesti)
- 1903 Les amitiés françaises
- Trilogie Les bastions de l’Est (Valy na východě):
  - 1905 Au service de l’Allemagne (Ve službách Německa) – román
  - 1909 Colette Baudoche (Koletta Baudocheová) – román
  - 1921 Le génie du Rhin (Duch Rýna) – soubor přednášek
- 1913 La colline inspirée (Oduševnělý vrch)
- 1917 Les diverses familles spirituelles de la France
- 1919 L’appel du Rhin
- 1922 Un jardin sur l’Oronte (Zahrada nad Orontem) – historický román z dob křižáckých válek 13. století
- 1923 L’enquęte au pays du Levant
- 1926 Le Mystère en pleine lumière (Mystérium v plném světle, vyšlo posmrtně)

### cestopisné eseje
- 1893 Du sang, de la volupté et de la mort (Kniha krve, rozkoše a smrti)
- 1903 La mort de Venise (Smrt Benátek)
- 1906 Le voyage de Sparte (Cesta do Sparty)
- 1911 Greco ou le secret de Tolede (Greco, neboli Tajemství Toleda)

### politické stati a projevy
- 1902 Scènes et doctrines du nationalisme (Výjevy a doktríny nacionalismu)
- 1914 La grande pitié des églises de France (Slitování s francouzskými kostely)
- 1915–1920 L’âme française et la guerre, 12 svazků
- 1920–1924 Chronique de la Grande guerre, (Kronika světové války, 14 svazků)

### deníky
- 1929–1957 Mes cahiers (Mé zápisky, vydáno posmrtně, 14 svazků)

### české překlady
- Bereničina zahrada, překlad Arnošt Procházka, Karel Stanislav Sokol, Vzdělavací bibliotéka, 189?
- Na cizí půdě, překlad Klementa Šuranová, Karel Stanislav Sokol, Vzdělavací bibliotéka, 1900
- Nepřítel zákonů, překlad Ferdinand Studnička (=Arnošt Procházka), Kamilla Neumannová, KDA sv. 8, 1905
- Kniha krve, rozkoše a smrti, překlad: Miloš Jiránek, Praha, Volné směry, 1907
- Valy na východě, Koletta Baudocheová – Příběh městské dívky, překlad Emanuel Blahovec, Kamilla Neumannová, KDA sv. 67, 1910
- Věčné rysy Francie, překlad Jan Reichmann, Praha, Otto Girgal, 1919
- Zahrada nad Orontem, překlad Leopold Vrla, Praha, Vilém Šmidt, 1945

## Fotogalerie

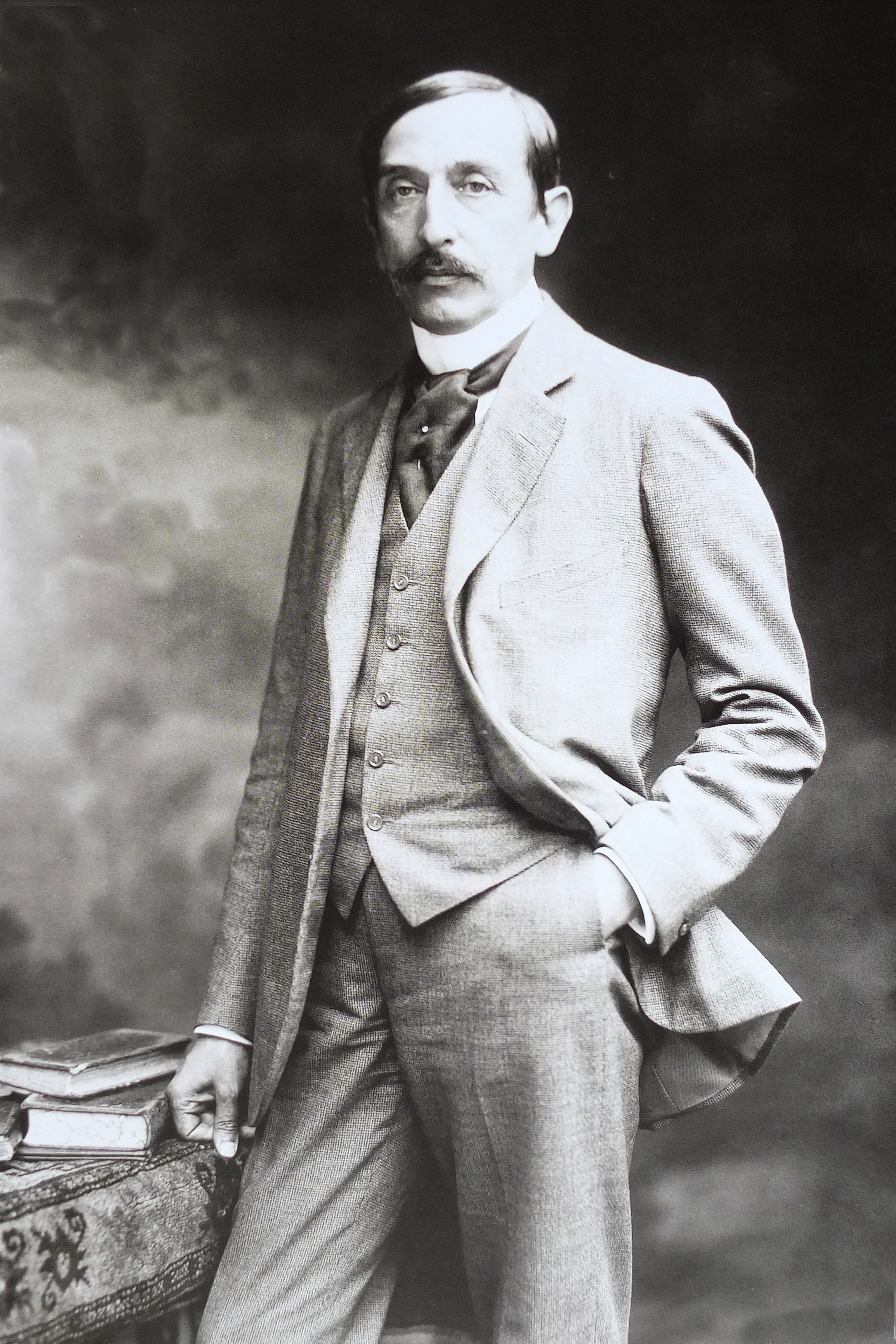
Auguste Maurice Barrès (1916)
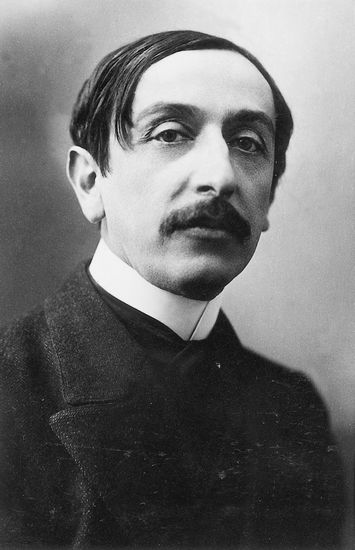
Auguste Maurice Barrès
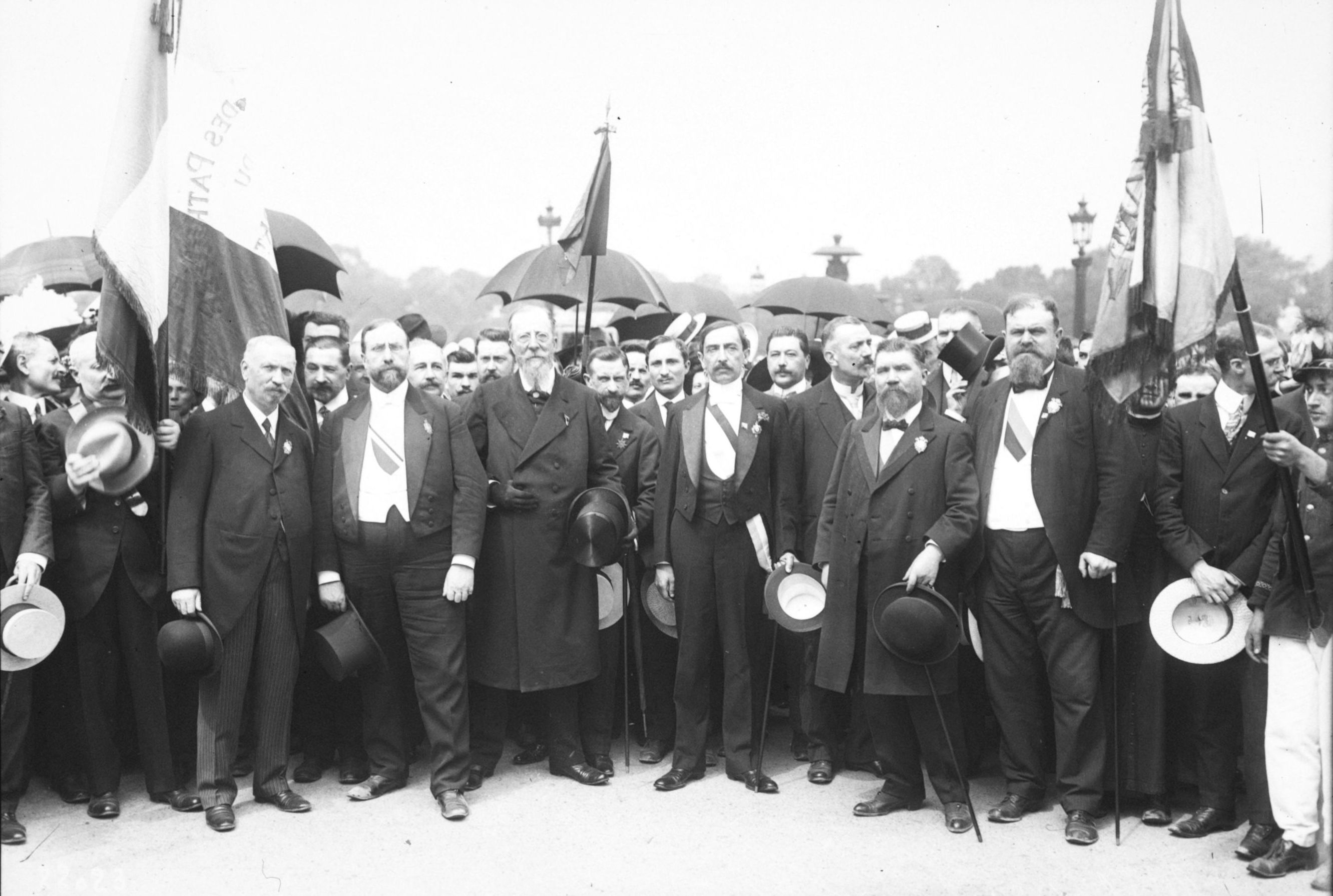
Manifestation de la Ligue des patriotes (1912). Paul Déroulède (vlevo; 1846-1914) a Maurice Barrès (vpravo).
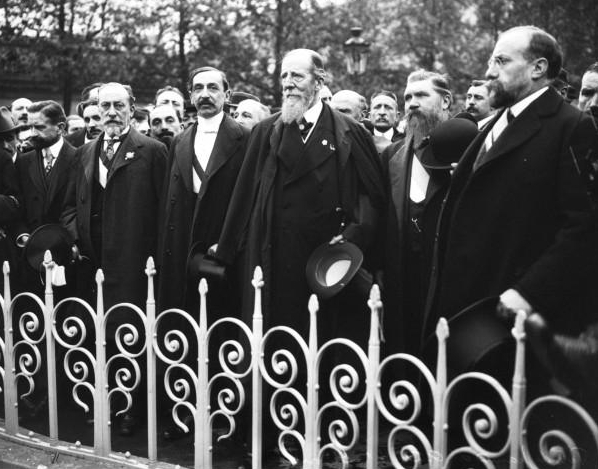
Ligue des Patriotes (1913), Paul Déroulède (vlevo) & Maurice Barrès (vpravo).
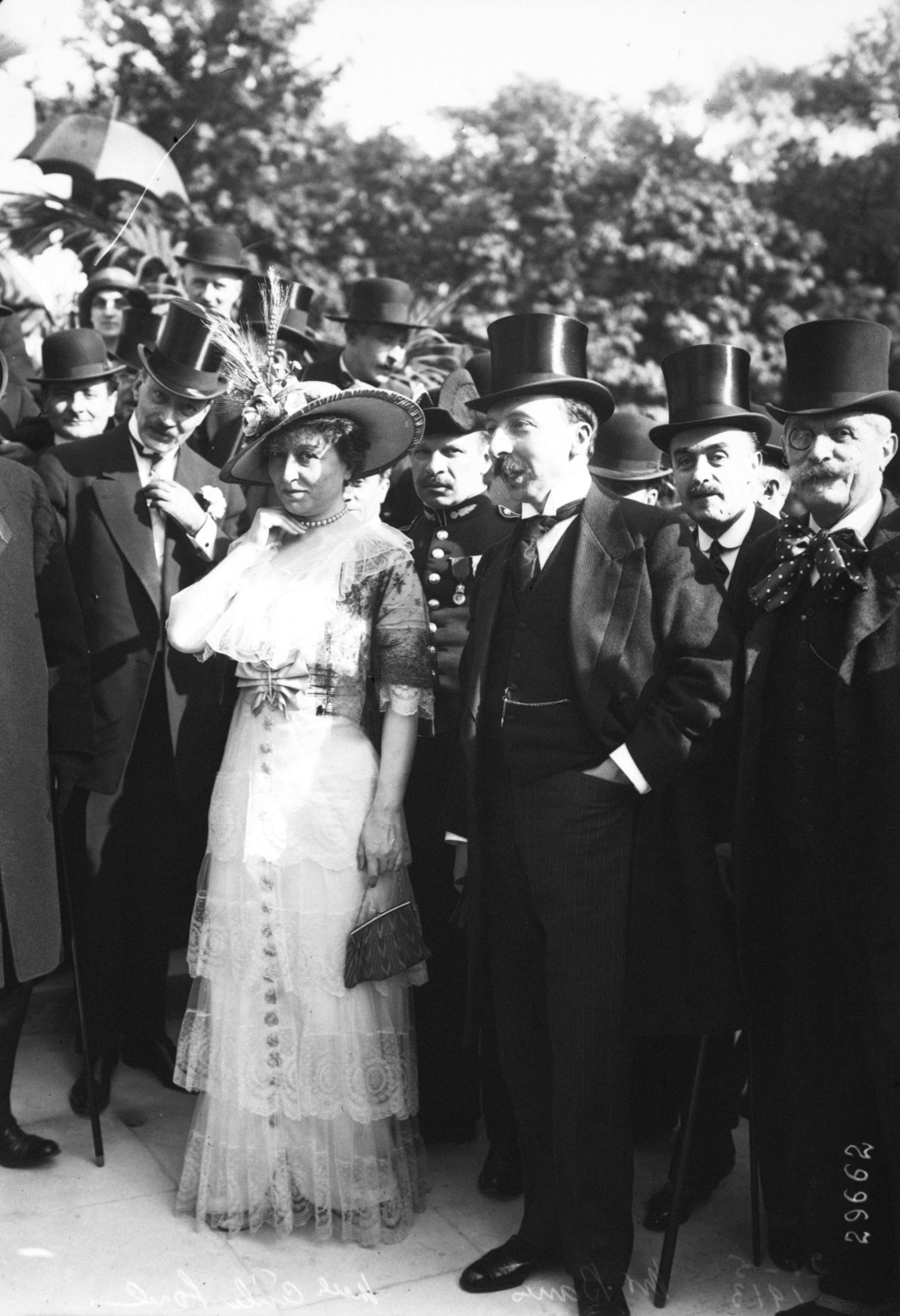
Cécile Sorel a Auguste Maurice Barrès (1913)
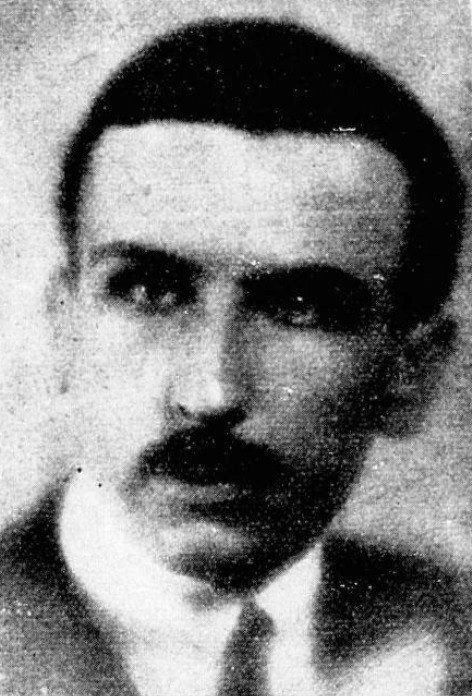
Jeho syn Philippe Auguste Barrès
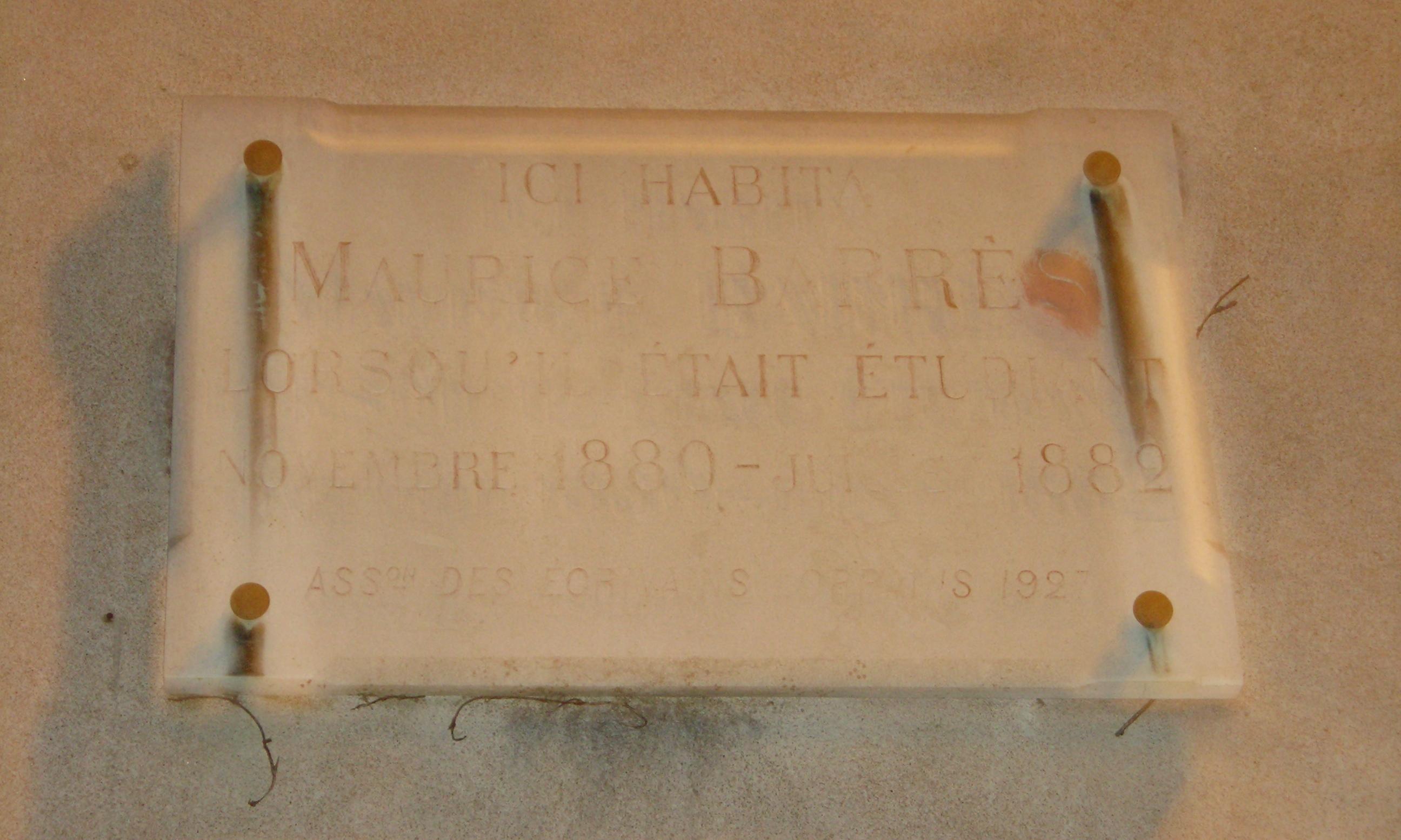
Pamětní deska v Nancy (38 rue de la Ravinelle).